# Список лидеров кинопроката США 2009 года
Список лидеров кинопроката США 2009 года содержит аннотированное перечисление фильмов, которые занимали первое место в США по итогам сборов каждой из недель 2009 года.

## Список
Указаны сборы в кинопрокате за одну текущую неделю.
| #  | Дата       | Фильм                                      | Сборы        | Примечания |
| -- | ---------- | ------------------------------------------ | ------------ | --- |
| 1  | 4.1.2009   | Марли и я                                  | $24,263,763  | |
| 2  | 11.1.2009  | Гран Торино                                | $29,484,388  | Гран Торино достиг #1-го места в свою 5-ю неделю в прокате. |
| 3  | 18.1.2009  | Шопо-коп                                   | $31,832,636  | |
| 4  | 25.1.2009  | Шопо-коп                                   | $21,623,182  | |
| 5  | 1.2.2009   | Заложница                                  | $24,717,037  | |
| 6  | 8.2.2009   | Обещать — не значит жениться               | $27,785,487  | |
| 7  | 15.2.2009  | Пятница, 13-е                              | $40,570,365  | Пятница, 13-е побил рекорд фильма The Grudge ($39.1 млн.) как лучший дебют недели для фильмов-ужасов (horror film). |
| 8  | 22.2.2009  | Мэдея в тюрьме                             | $41,030,947  | |
| 9  | 1.3.2009   | Мэдея в тюрьме                             | $16,175,926  | |
| 10 | 8.3.2009   | Хранители                                  | $55,214,334  | |
| 11 | 15.3.2009  | Ведьмина гора                              | $24,402,214  | |
| 12 | 22.3.2009  | Знамение                                   | $24,813,404  | |
| 13 | 29.3.2009  | Монстры против пришельцев                  | $59,321,095  | Монстры против пришельцев побил рекорд фильма Мой кровавый Валентин ($24.1 млн.) как лучший дебют недели для 3-D фильмов. |
| 14 | 5.4.2009   | Форсаж 4 (Fast & Furious)                  | $70,950,500  | Форсаж 4 (Fast & Furious) побил рекорд фильма Управление гневом ($42.2 млн.) как лучший дебют недели в апреле и рекорд фильма 300 спартанцев($70.8 млн.) как лучший дебют недели всех весенних месяцев. |
| 15 | 12.4.2009  | Ханна Монтана                              | $32,324,487  | |
| 16 | 19.4.2009  | Папе снова 17                              | $23,722,310  | |
| 17 | 26.4.2009  | Одержимость                                | $28,612,730  | |
| 18 | 3.5.2009   | Люди Икс: Начало. Росомаха                 | $85,058,003  | X-Men Origins: Wolverine |
| 19 | 10.5.2009  | Звёздный путь                              | $75,204,289  | Star Trek |
| 20 | 17.5.2009  | Ангелы и демоны                            | $46,204,168  | |
| 21 | 24.5.2009  | Ночь в музее 2                             | $54,173,286  | Night at the Museum: Battle of the Smithsonian |
| 22 | 31.5.2009  | Вверх                                      | $68,108,790  | Полнометражный мультипликационный фильм Вверх побил рекорд фильма Монстры против пришельцев($59.3 млн.) как лучший дебют недели для 3-D фильмов. «Вверх» был удостоен премии Оскар в категориях лучший анимационный полнометражный фильм и лучшую музыку к фильму.                                                       |
| 23 | 7.6.2009   | Мальчишник в Вегасе                        | $44,979,319  | |
| 24 | 14.6.2009  | Мальчишник в Вегасе                        | $33,412,445  | |
| 25 | 21.6.2009  | Предложение                                | $33,627,598  | The Proposal |
| 26 | 28.6.2009  | Трансформеры: Месть падших                 | $108,966,307 | Transformers: Revenge of the Fallen побил рекорд фильма Гарри Поттер и узник Азкабана ($93.6 млн.) как лучший дебют недели в июне и лучший дебют среды. |
| 27 | 5.7.2009   | Трансформеры: Месть падших                 | $42,320,877  | |
| 28 | 12.7.2009  | Бруно                                      | $30,619,130  | Bruno побил рекорд фильма Борат: культурные исследования Америки в пользу славного государства Казахстан ($26 млн.) как лучший дебют недели для mockumentry. |
| 29 | 19.7.2009  | Гарри Поттер и Принц-полукровка            | $77,835,727  | Harry Potter and the Half-Blood Prince (6-й фильм серии) |
| 30 | 26.7.2009  | Миссия Дарвина                             | $31,706,934  | G-Force |
| 31 | 2.8.2009   | Приколисты                                 | $22,657,780  | Funny People |
| 32 | 9.8.2009   | Бросок кобры                               | $54,713,046  | G.I. Joe: The Rise of Cobra |
| 33 | 16.8.2009  | Район № 9                                  | $37,354,308  | |
| 34 | 23.8.2009  | Бесславные ублюдки                         | $38,054,676  | Inglourious Basterds имел 8 номинаций на премию «Оскар» |
| 35 | 30.8.2009  | Пункт назначения 4                         | $27,408,309  | The Final Destination |
| 36 | 6.9.2009   | Пункт назначения 4                         | $12,368,882  | |
| 37 | 13.9.2009  | Мои собственные ошибки                     | $23,446,785  | |
| 38 | 20.9.2009  | Облачно, возможны осадки в виде фрикаделек | $30,304,648  | Cloudy with a Chance of Meatballs, компьютерный анимационный фильм |
| 39 | 27.9.2009  | Облачно, возможны осадки в виде фрикаделек | $25,038,803  | |
| 40 | 4.10.2009  | Добро пожаловать в Зомбилэнд               | $24,733,155  | |
| 41 | 11.10.2009 | Формула любви для узников брака            | $34,286,740  | Couples Retreat |
| 42 | 18.10.2009 | Там, где живут чудовища                    | $32,695,407  | |
| 43 | 25.10.2009 | Паранормальное явление                     | $21,104,070  | Paranormal Activity стал №1 в свою 5-ю прокатную неделю. |
| 44 | 1.11.2009  | Майкл Джексон: Вот и всё                   | $23,234,394  | музыкально-документальный фильм режиссёра Кенни Ортега, созданный при всесторонней поддержке семьи Джексонов. |
| 45 | 8.11.2009  | Рождественская история                     | $30,051,075  | |
| 46 | 22.15.2009 | 2012                                       | $65,237,614  | |
| 47 | 22.11.2009 | Сумерки. Сага. Новолуние                   | $142,839,137 | The Twilight Saga: New Moon (2-й фильм серии) с результатом $72.7 млн. побил рекорд фильма Тёмный рыцарь ($67.2 млн.) для лучшего проката за один день всех времён. Новолуние также побил рекорд фильма Гарри Поттер и Кубок огня ($102.7 млн.) для лучшего дебюта в ноябре. И это лучший дебют недели за весь 2009 год. |
| 48 | 29.11.2009 | Сумерки. Сага. Новолуние                   | $42,870,031  | |
| 49 | 6.12.2009  | Невидимая сторона                          | $20,043,181  | The Blind Side стал №1 в свою 3-ю прокатную неделю. |
| 50 | 13.12.2009 | Принцесса и лягушка                        | $24,208,916  | 49-й по счёту полнометражный анимационный фильм студии Уолта Диснея и 1-й после продолжительного перерыва полнометражный фильм студии, выполненный в технике традиционной (рисованной) анимации. |
| 51 | 20.12.2009 | Аватар                                     | $77,025,481  | Аватар побил рекорд фильма Вверх ($68.1 млн.) для лучшего дебютанта первой недели в категории 3-D фильмов. |
| 52 | 27.12.2009 | Аватар                                     | $75,617,183  | Аватар побил рекорд фильма Тёмный рыцарь ($75.2 млн.) по лучшим сборам за вторую неделю проката за всю историю США. |